# P.S. (película)
P.S. es una película de 2004 dirigida por Dylan Kidd. El guion por Kidd y Helen Schulman está basado en la novela de Schulman de 2001 P.S. I Love You Damn Much. Es protagonizada por Laura Linney y Topher Grace.

## Elenco
- Laura Linney ..... Louise Harrington
- Topher Grace ..... F. Scott Feinstadt
- Gabriel Byrne ..... Peter Harrington
- Marcia Gay Harden ..... Missy
- Paul Rudd ..... Sammy Silverstein
- Lois Smith ..... Ellie Silverstein

## Recepción
La película tuvo críticas mixtas, tiene un 55% en Rotten Tomatoes.